# Verenigd Haarlems Schaakgenootschap
Het Verenigd Haarlems Schaakgenootschap (afgekort VHS) was een schaakvereniging in Haarlem. 

## Geschiedenis
Het VHS is in juni 1958 ontstaan als resultaat van een fusie van het Haarlems Schaakgezelschap (HSG of HaSG) en de Schaakclub Haarlem (SCH). De fusie werd noodzakelijk geacht wegens de slechte financiële toestand van beide clubs. Het Haarlems Schaakgezelschap was opgericht op 3 november 1896 en deze datum is door de fusievereniging overgenomen als oprichtingsdatum.
De eerste competitiewedstrijd werd gespeeld in de Eerste Klasse B tegen Schaakclub Dordrecht. De speellocatie was restaurant Brinkmann.
Het VHS beleefde in de jaren 70 van de 20e eeuw een bloeiperiode. Er werden in die periode onder andere vier seizoenen gespeeld in de Hoofdklasse, het hoogste landelijke competitieniveau in Nederland. In het seizoen 1978/79 werd met de vijfde plaats, achter vier betaalde clubs, de hoogste klassering ooit neergezet. Binnen het bestuur van VHS ontstond een discussie of de club zijn topspelers ook moest betalen. De bekende betonondernemer Arnfried Pagel was bereid om de noodzakelijke sponsoring te leveren, maar eiste dat het eerste team onder naam van zijn Koningsclub in actie zou komen. Ook zouden de meeste spelers moeten wijken voor meesters en grootmeesters. De ledenvergadering wees het voorstel echter af, waardoor enkele topspelers de club verlieten. Het verlies van kwaliteit aan de borden leidde direct tot degradatie in het seizoen 1979/80, en zelfs tot degradatie naar de Tweede Klasse in 1983.
In 1996 werd het honderdjarig bestaan gevierd. Bij die gelegenheid verscheen het gedenkboek 'Verenigd Haarlems Schaakgenootschap vereeuwigd'.
Op 1 juli 2001 ging VHS een fusie aan met Schaakvereniging Schalkwijk (opgericht in 1967). De nieuwe vereniging kreeg de naam Schaakvereniging Het Spaarne.

## Bekende oud-leden
- Rob Bertholee
- Hans Bouwmeester
- Henk Bredewout
- Lex Jongsman
- Dick van Geet
- Luděk Pachman
- Rob Mol